# Marie-Anne de Bovet
Pour les articles homonymes, voir Bovet.
Marie-Anne de Bovet, aussi connue sous le nom de plume Mab, née Anne Marie Bovet à Metz le 12 décembre 1855 et morte à Villejuif le 25 février 1943, est une femme de lettres française, féministe et patriote.

## Biographie

### Jeunesse et famille
Fille de François Antoine Gabriel Bovet, capitaine et futur général, et de Françoise Louise Anne Audebert, son épouse, Anne Marie Bovet naît à Metz en 1855. Sa ville natale est rattachée à l’Empire allemand en 1871 par le traité de Francfort, après la  guerre franco-prussienne. Elle a alors 16 ans.
En mai 1901, alors âgée de 45 ans, elle épouse à Siemiechów, dans le diocèse de Tarnów, Paul Sébastien Guy Jean Deschamps de Bois Hébert, son cadet de près de dix ans,. Elle prend le titre de marquise de Bois-Hébert. 
Pilote de la Première Guerre mondiale (brevet no 461), son mari meurt en 1920 à l'hôpital de Dijon, après le crash de son avion à Longvic,. Il est inhumé dans le cimetière des Péjoces. Jusqu'en 1939, un hommage annuel lui est rendu par les associations Les Amis de Guy de Boishébert et Le Souvenir français,. En 1950, son nom figure sur une liste de concessions arrivées à expiration, publiée par le maire de Dijon. 

### Carrière
Dès 1888, Anne Marie Bovet fréquente le salon de Juliette Adam et entre ainsi à La Nouvelle Revue où elle s’exerce à la critique littéraire. Elle voyage ensuite en Irlande pour le compte de La République française, journal de Léon Gambetta, un proche de Juliette Adam, et tire de ses voyages un récit paru en 1889. Elle adopte alors le nom de plume Marie-Anne de Bovet, ainsi que le pseudonyme de Mab, formé par ses initiales.
Parfaitement bilingue, elle participe à plusieurs revues et journaux, français et anglais, et donne des traductions d’ouvrages anglais. Elle écrit également beaucoup pour La Vie parisienne, qui se fait une spécialité des tableaux de mœurs et des différentes modes en cours à Paris et ailleurs.
On peut noter sa participation au journal féministe La Fronde, dès 1897, année de sa fondation par Marguerite Durand : Anna Marie Bovet y publie régulièrement des articles, parmi lesquels « Ménagère ou courtisane » du 9 décembre 1897, où elle s’en prend à Maupassant et Proudhon pour leurs discours sur les femmes. Elle écrit : « Qu’on laisse ainsi les femmes ordonner leur vie à leur guise et à leurs risques, le plus honnêtement possible. Quand on aura démontré que le métier de portefaix convient mieux à l’homme, inapte par contre à celui de nourrice, on a découvert l’Amérique. […] Quant à la valeur intellectuelle, elle se jauge à une mesure unique. Si ce qu’une femme écrit est bon, on le lit, sinon on le laisse. C’est une épreuve très sûre, qui épargne bien des flots d’encre et de lieux communs. » Dans l'article « L’Éternel féminin » du 22 décembre 1897, Marie-Anne de Bovet rejette la catégorisation des femmes. Elle proteste ainsi contre les préjugés misogynes et défend l’intelligence féminine. 
Intéressée par l'occultisme, elle fréquente Gérard Encausse, qui l'initie au martinisme.
Durant l’affaire Dreyfus, elle se positionne au côté des nationalistes et écrit le 13 décembre 1898 dans La Libre Parole, journal fortement antisémite, un article intitulé « Aux braves gens » en soutien à la veuve du lieutenant-colonel Henry, auteur des faux. Elle y lance un appel pour une souscription qui doit permettre à cette veuve de poursuivre en diffamation les accusateurs de son mari. Elle écrit : « Et c’est très beau, cette fraternité d’armes qu’enveloppent les plis d’un drapeau dont tous, à titre égal, sont les défenseurs, tous versant leur sang pour lui quand il le leur commande, celui qui a tout à perdre comme celui qui n’a presque rien à y gagner, les trous à la peau pansés d’un bout de ruban ou de galon qui, aux uns de donne que la gloire, aux autres à peine un peu de beurre sur leur pain. » Marie-Anne de Bovet se montre très prompte à défendre le sentiment patriotique et surtout la grandeur de l’armée.
Grande voyageuse, elle écrit essentiellement sur l’Irlande — elle y consacre trois ouvrages — et sur l’Algérie à la fin de sa vie, mais elle visite également l’Écosse, la Grèce et la Pologne.
Sa renommée est importante, elle fait partie du monde des salons, de la vie mondaine et de la littérature populaire de la fin du XIXe siècle et du début du XXe siècle. De 1893 à 1930, elle a publié pas moins de 35 romans, sans compter ses autres ouvrages.
En 1935, elle est établie à Alger, où elle écrit ses souvenirs.
En septembre 1936, les journaux relatent la vente du mobilier et de la bibliothèque de sa maison de Gien, contenant de nombreux ouvrages dédicacés, vente qu'elle organise elle-même. Elle continue d'apparaître, jusqu'en mars 1939, dans la rubrique mondaine de L'Écho d'Alger, sous le nom de marquise de Bois-Hébert,. Elle meurt à l'asile de Villejuif le 25 février 1943.

## Postérité
Metz, sa ville natale, a rendu hommage à son talent en nommant une rue du quartier du Sablon en son honneur.

## Œuvre
Récits de voyage
- Lettres d’Irlande, Paris, Guillaumin et Cie, 1889.
- Trois mois en Irlande, article illustré extrait du Tour du Monde, Hachette, 1891[19].
- La Jeune Grèce, Société française d’édition d’art L.-H. May, 1897. Prix Kastner-Boursault de l'Académie française. Texte en ligne
- L’Écosse. Souvenirs et impressions de voyage, Hachette, 1898.
- Cracovie, H. Laurens, Paris, 1910.
- L’Algérie, E. de Boccard, Paris, 1920. Prix Montyon de l'Académie française.
- Alger-Djelfa, Laghouat-Ghardaïa et l’Heptapole de M’Zab, Imprimerie algérienne, 1924.
- De Paris aux dunes du Souf et retour en vingt-et-un jours, Georges Lacan, 1924.
- Une femme sur la route, F. Rouff, 1929.
- Monographie du tapis algérien, édité par le Gouvernement général de l’Algérie, 1930.
- Le Désert apprivoisé, randonnées au Sahara, Nouvelles Éditions Argo, Paris, 1933. Prix Montyon de l'Académie française.
- La Grande Pitié du Sahara, Plon, 1935.
- Notice sur les tapis algériens et autres industries indigènes, Imprimerie E. Pfister,  avant 1937[20].

Romans
- Terre d’Émeraude, Ollendorff, 1893, publié sous forme de roman-feuilleton dans Le Temps du 12 juillet 1892 au 23 août 1892
- Confessions d’une fille de trente ans, Lemerre, 1895
- Roman de femmes, Lemerre, 1896
- Confessions conjugales, Lemerre, 1896
- Partie du pied gauche, Lemerre, 1897
- Parole jurée, Lemerre, 1897
- Par orgueil, Lemerre, 1898
- Petites rosseries, Lemerre, 1898
- Pris sur le vif, Lemerre, 1899
- Marionnettes, Lemerre, 1899
- Courte folie, Lemerre, 1901
- Monsieur Victor, roman publié par Le Monde moderne, Albert Quantin, Paris, 1901
- Maîtresse royale, Lemerre, 1901
- La Cadette, Armand Colin, 1901
- La Belle Sabine, Lemerre, 1902
- Ballons rouges, Lemerre, 1903
- Autour de l’étendard, Lemerre, 1904 Texte en ligne
- Ame d’Argile, Lemerre, 1904
- Contre l’impossible, Lemerre, 1905
- Plus fort que la Vie, Lemerre, 1905
- Noces blanches, Lemerre, 1906
- Le Beau Fernand, Hachette, 1906. Prix Montyon de l'Académie française.
- La repentie, Lemerre, 1907
- Et l’Amour triomphe, Nilsson, 1907
- Après le divorce, Lemerre, 1908
- La Jolie Princesse, Lemerre, 1908
- La Folle Passion, Lemerre, 1909
- Défends ta femme contre la tentation, Nilsson, 1910
- La Dame à l'oreille de velours, Lemerre, 1911
- La Terre refleurira, Lemerre, 1913
- Le Fils de l'autre, Lemerre, 1914
- La Dernière de sa Race, Lemerre, 1924
- La Dame d’Antibes, Lemerre, 1927
- Veuvage blanc, éditions de la Mode nationale, 1930
- Bérengère, éditions de la Mode nationale, 1931

Varia
- Le Général Gordon, Paris, Firmin Didot, 1890
- Charles C. F. Gréville, Les Quinze premières années du règne de la reine Victoria. Souvenirs d’un témoin oculaire, Firmin Didot, 1888, traduit et annoté par Marie-Anne de Bovet
- Charles C. F. Gréville, La Cour de Georges IV et de Guillaume IV. Souvenirs d’un témoin oculaire,  Firmin Didot, 1888, traduit et annoté par Marie-Anne de Bovet (extrait du journal de Charles C. F. Gréville, secrétaire du conseil privé)
- Marguerite de Lostanges, comtesse de Béduer, Les Chanoinesses de Remiremont pendant douze siècles : 620 à 1792, introduction de Marie-Anne de Bovet, Tequi, 1900
- « L'Homme rouge » (nouvelle), Je sais tout no 10, 15 novembre 1905
- La petite chatte blanche, F. Rouff, 1931

## Distinctions
De l'Académie française
- 1898 - Prix Montyon pour Le Beau Fernand
- 1899 - Prix Kastner-Boursault pour La Jeune Grèce
- 1911 - Prix Xavier Marmier
- 1921 - Prix Montyon pour L’Algérie
- 1934 - Prix Montyon pour Le Désert apprivoisé